# Emanuel Georg Sarris
Emanuel Georg Sarris (* 1899 auf Samos; † 1971 in Athen) war ein griechischer Pädagoge, Tierpsychologe, Hundetrainer und Lektor für Neugriechische Sprache.

## Leben
Sarris lebte in Griechenland und Deutschland.

### 1899 bis in die 1920er Jahre
Im Jahr 1899 wurde Sarris als zweites Kind einer achtköpfigen Familie auf Samos geboren. Sein Vater war Gendarmerieoffizier.
Nach dem Abitur studierte Sarris auf Samos am Lehrerseminar für Priester. Dem Studium folgte ein zweijähriger Militärdienst. Von 1920 bis 1924 unterrichtete Sarris in Nordgriechenland. In den Jahren 1924 bis 1926 absolvierte er an der Universität in Athen eine Lehrerausbildung.

### 1920er Jahre bis 1940
An die Ausbildung in Griechenland schloss sich ein Universitätsstudium in Deutschland an; in Jena und Hamburg. 1931 wurde Sarris in den Fächern Pädagogik und Psychologie promoviert.
In der Folge trat er eine Stelle als Dozent am Hamburger Institut für Umweltforschung an. Gemeinsam mit Jakob von Uexküll, dessen Schüler er war, entwickelte Sarris Anfang der 1930er Jahre in Hamburg eine Methode zur Ausbildung von Blindenführhunden. Die Ausbildung der Hunde, welche darauf setzte, dass die Hunde durch Erfahrungen und nicht durch Strafe lernen sollten, ist vor dem Ende des Zweiten Weltkrieges institutionell an das von von Uexküll geleitete Institut für Umweltforschung der Hamburger Universität gebunden gewesen. Die Führhundausbildung erfolgte mit einem sogenannten Abrichtewagen, auch als „künstlicher Mensch“ bezeichnet. Der Uexküll-Ausbildungswagen „[…]entsprach in seinen Abmessungen dem Umriss eines Menschen und sollte dem Hund ohne Einwirkung des Trainers das Raumgefüges des Menschen näher bringen.“
1939 heiratete Sarris die spätere Erziehungswissenschaftlerin Irmgard Boehnke. Aus der Ehe ging ein Sohn hervor, Viktor Sarris.

### 1940 bis 1948
1940 kehrte Emanuel Sarris nach Griechenland zurück. Er wurde 1941 Dozent für Pädagogik am Lehrerseminar für Priester in Ioannina.

### 1948 bis in die 1950er Jahre
Im Jahr 1948 erfolgte die Rückkehr nach Deutschland. Sarris blieb zwei Jahre bei seiner Familie. Da er seine beruflichen Vorstellungen in Deutschland jedoch nicht umsetzen konnte, zog er wieder nach Griechenland zurück. Sarris strebte eine Reform der Lehrerausbildung an.

### 1950er Jahre bis 1971
In Griechenland war er in den Jahren 1952 bis 1956 am Lehrerseminar von Florina, 1956 bis 1963 Alexandroupolis und 1963 bis 1966 am Maraslion in Athen leitend tätig. 1971 starb Sarris in Athen.

## Schriften (Auswahl)
- Emanuel Georg Sarris: Abrichtung oder Ausbildung der Führhunde für Blinde? Johann Ambrosius Barth Verlag, Leipzig 1935.